# Спорт в Гибралтаре

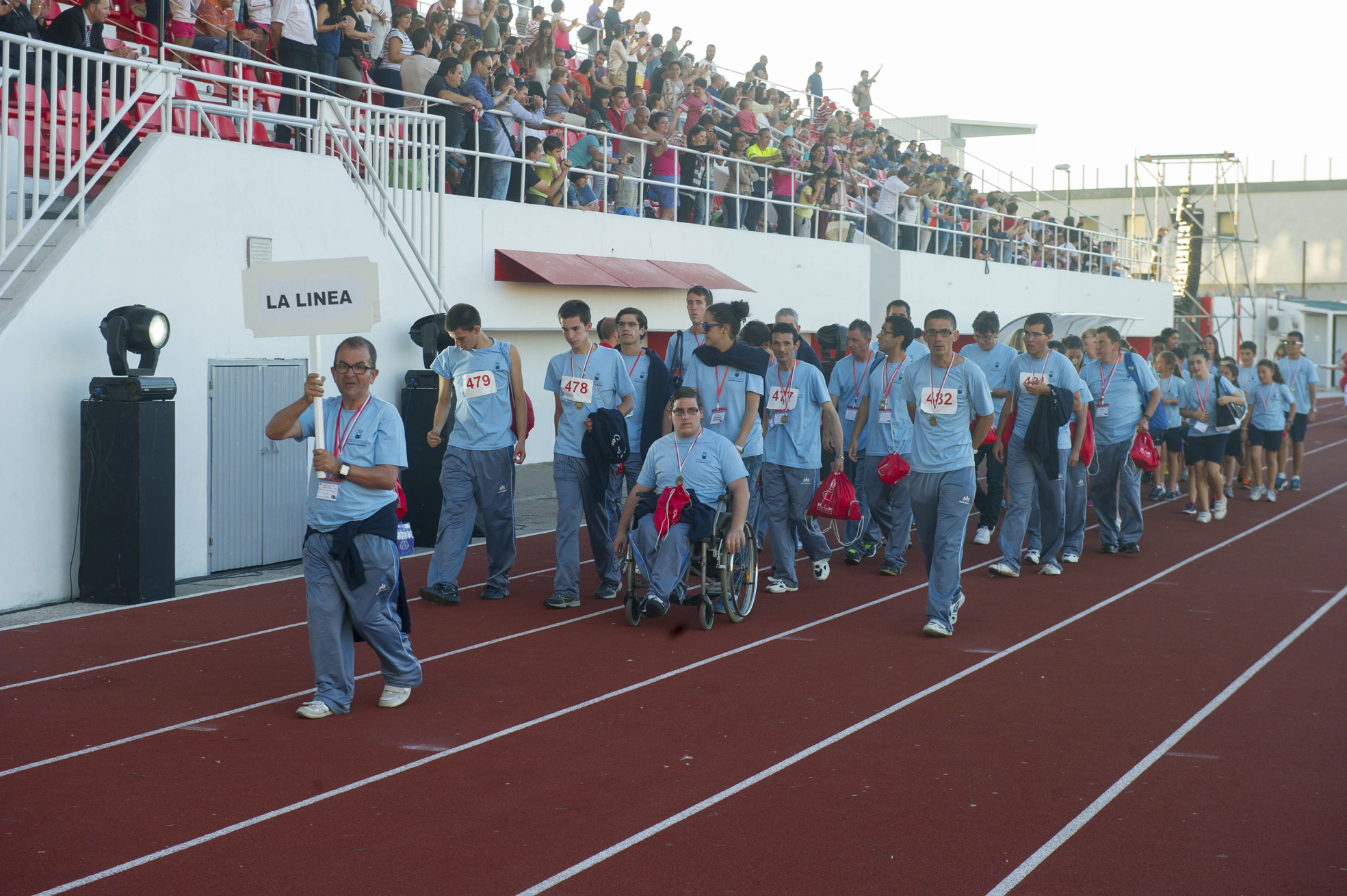
Открытие XVII Игр пролива

Спортивная жизнь британской заморской территории Гибралтар разнообразна и обширна в сравнении с размерами государства. Развитие гибралтарского спорта поддерживает правительство Гибралтара, выделяющее средства на содержание многочисленных спортивных ассоциаций. Гибралтарские спортсмены принимают участие в различных международных соревнованиях, а в 1995 году город принимал у себя Островные игры.

## Виды спорта
По состоянию на 2007 год, в Гибралтаре действовало 18 объединений, официально входящих в состав международных спортивных организаций. Кроме этого, несколько организаций, включая Олимпийский комитет Гибралтара, подали подали заявки на вступление в соответствующие международные спортивные организации. Среди близлежащих городов с 1998 года проводятся Игры пролива. 

### Футбол

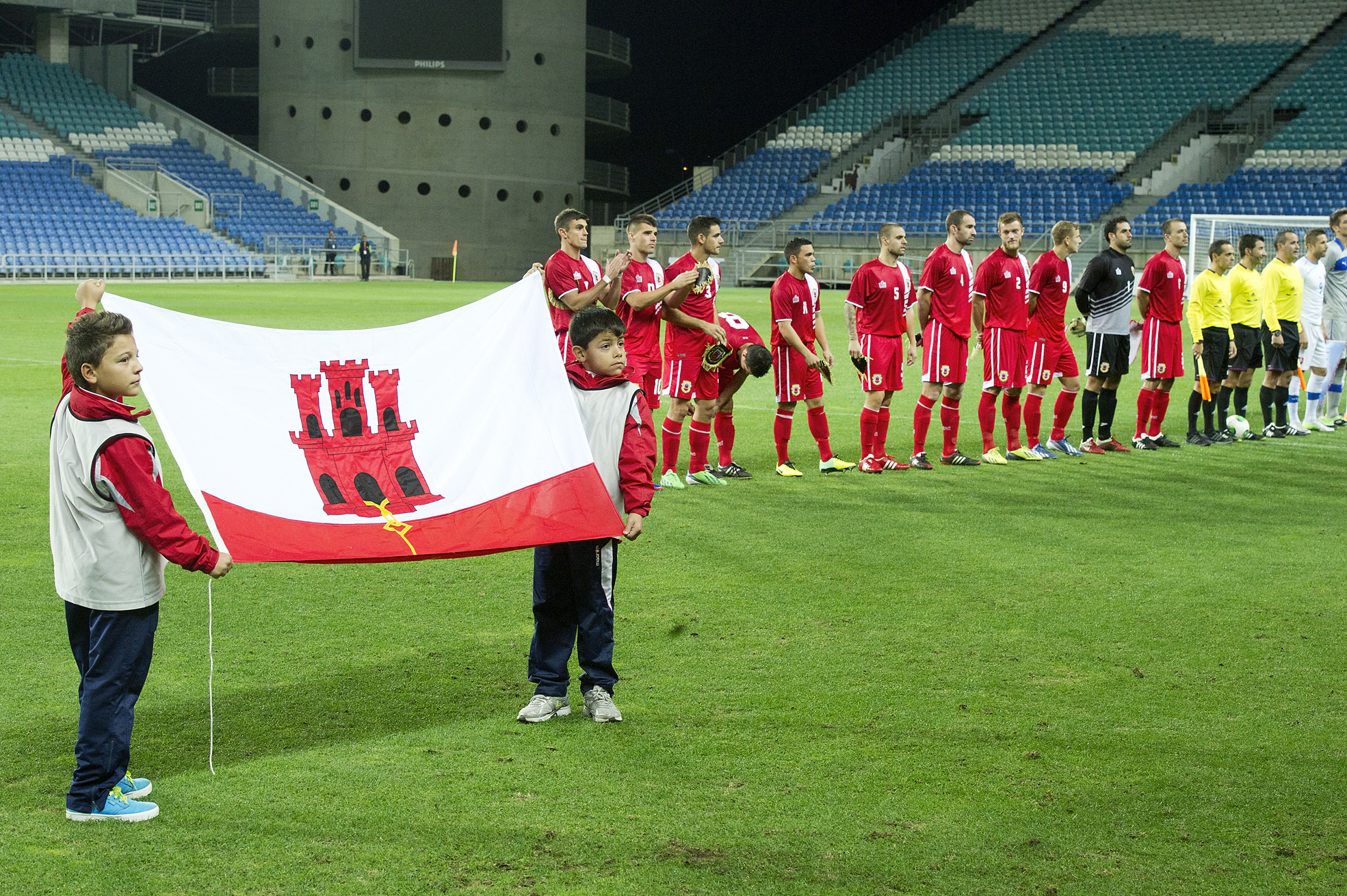
Сборная Гибралтара по футболу перед матчем со Словакией

Футбольная ассоциация Гибралтара подала заявку на вступление в УЕФА, но получила отказ в 2007 году вопреки решению Спортивного арбитражного суда. Отрицательное решение было принято под давлением Испании, угрожавшей в противном случае бойкотировать любые мероприятия с участием гибралтарских команд. После повторного решения суда о неправомочности отказа Гибралтар получил статус временного члена УЕФА.
24 мая 2013 года на конгрессе УЕФА в Лондоне Футбольная ассоциация Гибралтара была принята в полноправные члены организации при двух голосах против: Испании и Беларуси.

### Крикет
Крикет крайне популярен в Гибралтаре благодаря благоприятному для игры климату. По состоянию на февраль 2015 года, сборная Гибралтара по крикету четыре раза принимала участие в Чемпионате Европы по крикету (англ. European Cricket Championship), наилучшего результата — 6 место из 8 — добившись на первом чемпионате в Дании в 1996 году. В 2000 и 2002 годах сборная Гибралтара выигрывала чемпионат второго дивизиона, однако в эти годы правило перехода в старшие дивизионы не действовало.

### Регби

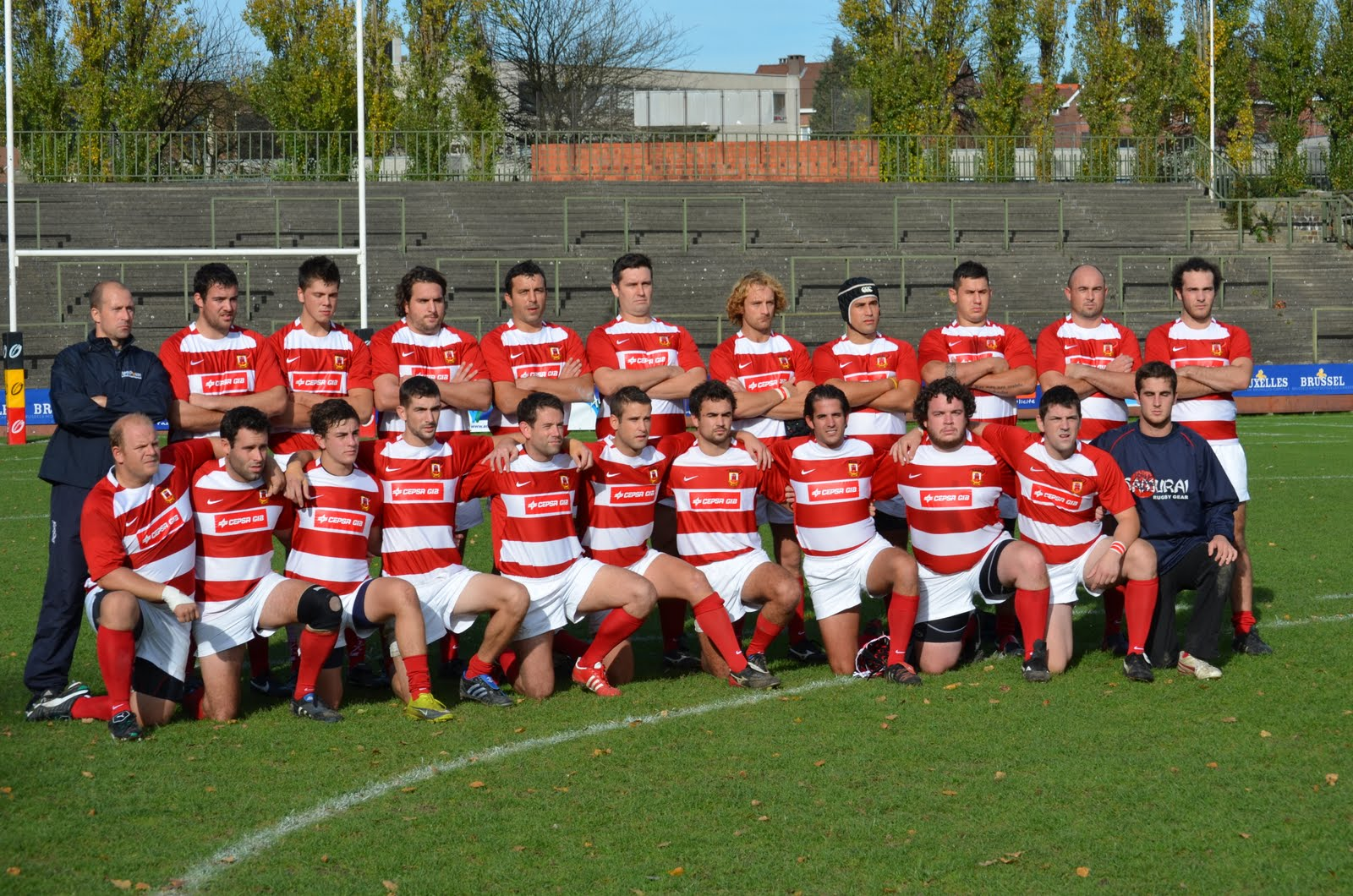
Сборная Гибралтара по регби

Матчи по регби в Гибралтаре проходят под покровительством английского Регбийного союза.

### Баскетбол
Баскетбол в Гибралтаре управляется Гибралтарской любительской баскетбольной ассоциацией (GABBA). Мужская и женская баскетбольные команды Grind House GABBA играют в лиге испанской провинции Кадис. В сезоне 2007/08 женская команда стала чемпионом лиги. В отличие от футбольной ассоциации Гибралтара, GABBA является членом ФИБА с 1985 года.

### Дартс
Высокой популярностью в Гибралтаре пользуется дартс. Спортсмены участвуют в регулярном чемпионате, организуемом Ассоциацией дартса Гибралтара, являющейся полноправным членом Всемирной федерации дартс. Гибралтарцы участвуют в чемпионатах Европы и чемпионате мира среди профессиональных игроков (англ. World Professional Darts Championship). Ежегодно Professional Darts Corporation проводит в Гибралтаре один из турниров Players Championship.
В мае 2010 года Гибралтар принимал на своей территории Средиземноморский кубок по дартсу. В соревнованиях участвовали спортсмены из шести стран: Гибралтар, Италия, Кипр, Мальта, Турция и Франция. Победу в турнире завоевал Гибралтар.

## Спортивные сооружения

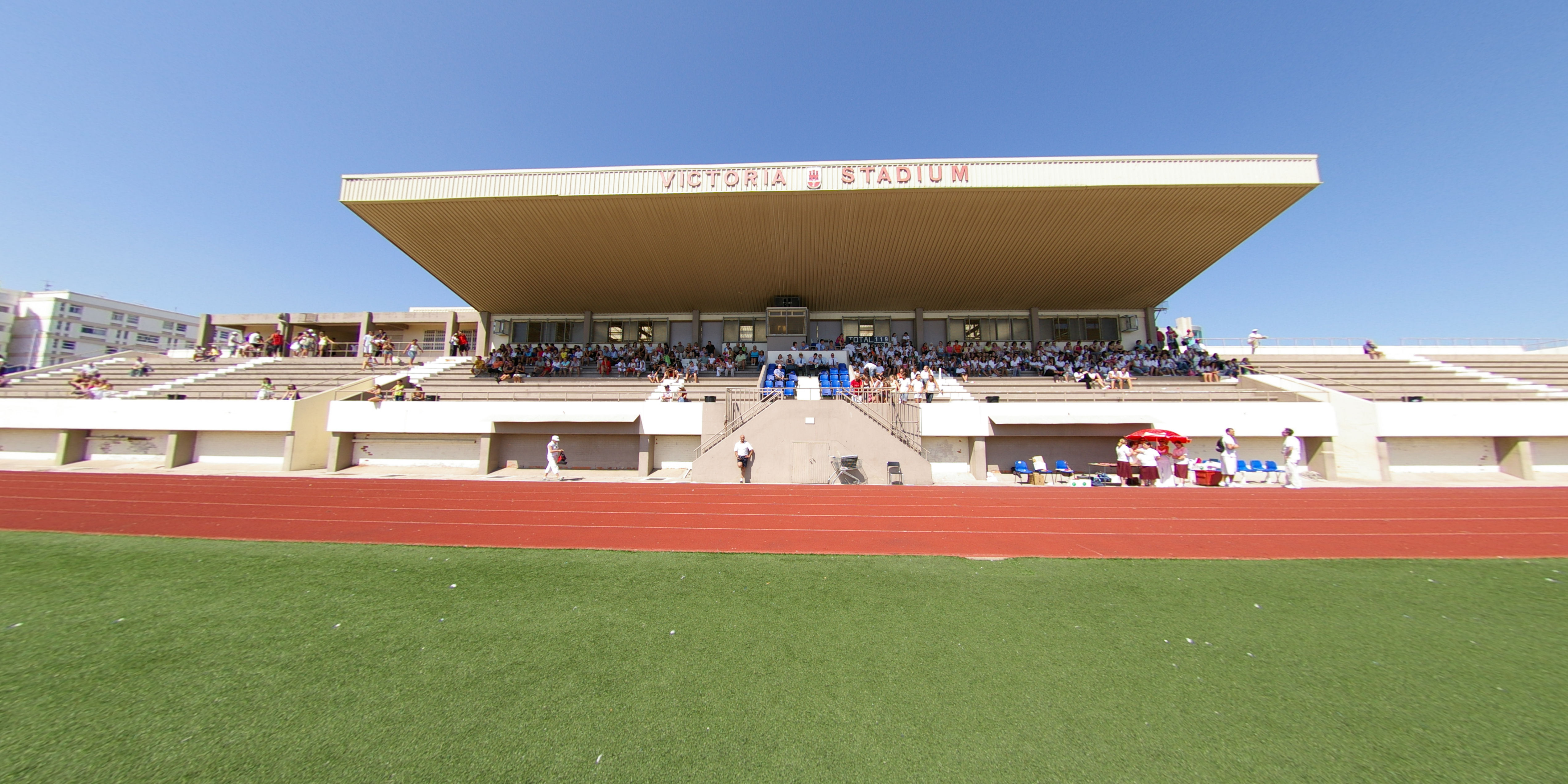
Западная трибуна гибралтарского стадиона Виктория

Спортивные сооружения Гибралтара многочисленны и предназначены как для любительского, так и для профессионального спорта. Главными спортивными объектами являются многофункциональны стадион Виктория и Спортивный центр имени Трёхсотлетия Гибралтара. Этот комплекс предоставляет футбольное поле с искусственной травой, поля для игры в хоккей на траве, теннисные корты, легкоатлетический сектор, площадку для стрельбы из лука, крикетное поле, площадку для сквоша, тренировочное поле для гольфа, скалодром и залы для занятий баскетболом, волейболом, гандболом, бадминтоном, мини-футболом, нетболом, единоборствами и другими видами спорта.